# Біла вода (притока Ясеновського потоку)
Бієла вода (словац. Biela voda) — річка в Словаччині, права притока Ясеновського потоку, протікає в окрузі Дольни Кубін.
Довжина приблизно 3.5-4.0 км. Витік знаходиться в масиві Хоцькі гори (геоморфологічна підодиниця Хоч; схил гори Вельки-Хоч) — на висоті близько 950 метрів. Протікає територією села Ясенова.
Впадає у Ясеновський потік на висоті приблизно 485—490 метрів.